# Nadežda Talanova
Nadežda Aleksandrovna Talanova (in russo Надежда Александровна Таланова?; Kizner, 17 aprile 1967) è un'ex biatleta russa, vincitrice di medaglie olimpiche e mondiali.

## Biografia
In Coppa del Mondo ottenne il primo risultato di rilievo il 15 gennaio 1993 a Oberhof/Val Ridanna (11ª), il primo podio il 15 gennaio 1994 a Ruhpolding (3ª) e la prima vittoria il 19 marzo successivo a Canmore.
In carriera prese parte a un'edizione dei Giochi olimpici invernali, Lillehammer 1994 (19ª nella sprint, 16ª nell'individuale, 1ª nella staffetta), e a sei dei Campionati mondiali, vincendo cinque medaglie.

## Palmarès

### Olimpiadi
- 1 medaglia:
  - 1 oro (staffetta[2] a Lillehammer 1994)

### Mondiali
- 5 medaglie:
  - 3 argenti (sprint[2] a Borovec 1993; gara a squadre[2] a Osrblie 1997; staffetta[2] a Kontiolahti/Oslo 1999)
  - 2 bronzi (staffetta[2] a Borovec 1993; staffetta[2] a Osrblie 1997)

### Coppa del Mondo
- Miglior piazzamento in classifica generale: 5ª nel 1994
- 13 podi (6 individuali, 7 a squadre[1]), oltre a quelli ottenuti in sede olimpica e iridata e validi anche ai fini della Coppa del Mondo:
  - 5 vittorie (1 individuali, 4 a squadre)
  - 4 secondi posti (2 individuali, 2 a squadre)
  - 4 terzi posti (3 individuali, 1 a squadre)

#### Coppa del Mondo - vittorie
| Data             | Località          | Nazione  | Spec.                                                     |
| ---------------- | ----------------- | -------- | --------------------------------------------------------- |
| 19 marzo 1994    | Canmore           | Canada   | SP                                                        |
| 15 dicembre 1996 | Oslo Holmenkollen | Norvegia | RL (con Ol'ga Mel'nik, Galina Kukleva e Ol'ga Romas'ko)   |
| 12 gennaio 1997  | Ruhpolding        | Germania | RL (con Galina Kukleva, Ol'ga Romas'ko e Ol'ga Mel'nik)   |
| 19 gennaio 1997  | Anterselva        | Italia   | RL (con Ol'ga Mel'nik, Galina Kukleva e Ol'ga Romas'ko)   |
| 11 gennaio 1998  | Ruhpolding        | Germania | RL (con Ol'ga Mel'nik, Galina Kukleva e Al'bina Achatova) |

Legenda:

SP = sprint

RL = staffetta